# 207899 Grinmalia
207899 Grinmalia este un asteroid din centura principală de asteroizi.

## Descriere
207899 Grinmalia este un asteroid din centura principală de asteroizi. A fost descoperit pe 21 octombrie 2008 la observatorul astronomic din Andrușivka. Asteroidul prezintă o orbită caracterizată de o semiaxă mare de 3,00 ua, o excentricitate de 0,25 și o înclinație de 7,6° în raport cu ecliptica.